# Omnipotență
Omnipotența (din latină: omni potens: toată puterea) se referă la puterea nelimitată. Religiile monoteiste atribuie de regulă calitatea omnipotenței zeității principale. În filosofia religiilor vestice monoteiste, omnipotența este adeseori privită drept una dintre caracteristicile esențiale ale lui Dumnezeu, căreia îi mai sunt adăugate omniștiința, omniprezența și omnibenevolența. În conceptul Trinității din hinduism, omnipotențța este caracteristica lui Vishnu și Shiva, zeități ce reprezintă manifestări ale Zeului Suprem, Brahman.
Omnipotența semnifică un atribut prin care se afirmă că în Dumnezeu se concentrează toate puterile sau energiile cosmice, capacitatea de a face tot ceea ce nu este logic imposibil. În  sens livresc, omnipotența înseamnă putere nelimitată, autoritate absolută, atotputernicie.

## Semnificațiile omnipotenței
Termenul omnipotent este folosit în majoritatea religiilor pentru a denota o serie de caracteristici atribuite zeității principale. Aceste caracteristici includ următoarele (deși nu sunt limitate la acest număr):
1. O zeitate are capacitatea de a face tot ceea ce este posibil de realizat în mod logic.
2. O zeitate are capacitatea de a face tot ceea ce alege să facă.
3. O zeitate are capacitatea de a face tot ceea ce este în acord cu propria-i natură (de exemplu, dacă este în natura unei zeități să spună adevărul, atunci aceasta nu este capabilă de minciună).
4. Este parte din natura unei zeități să fie în acord cu propriile principii și ar fi o dovadă de inconsistență ca o zeitate să acționeze împotriva acestor principii, exceptând situația în care există un motiv pentru a face acest lucru.
5. O zeitate este capabilă să facă tot ceea ce corespunde caracteristicii omniștiinței
6. O zeitate este capabilă să facă absolut orice, chiar și ceea ce pare logic imposibil.

## Definiția scolastică
Toma d'Aquino recunoaște dificultățile pe care omul le întâmpină în înțelegerea puterii lui Dumnezeu. El scrie că, în timp ce "toate lucrurile sunt o mărturie a faptului că Dumnezeu este omnipotent... pare greu de explicat în ce constă cu exactitate omnipotența acestuia". Din punct de vedere scolastic, omnipotența este înțeleasă drept compatibilă cu anumite limite pe care le are puterea unei zeități, în opoziție cu acceptarea abilităților infinite atribuite lui Dumnezeu. Astfel, există anumite lucruri pe care o zeitate omnipotentă nu le poate face, iar teologii Evului mediu atrag atenția asupra unor exemple triviale de restricții pe care aceasta le are. Afirmația "zeul poate face orice" se află de fapt în legătură directă cu ideea ce implică perfecțiunea puterii adevărate. Acest standard scolastic este răspunsul care permite oamenilor anumite acțiuni, cum ar fi mersul, acțiuni ce nu sunt permise zeităților. Aceste acte cotidiene sunt permise umanității mai degrabă din cauza unui defect, a unei lipse existente în puterea acordată omului; capacitatea de a păcătui, de exemplu, este refuzată zeităților, iar pentru oameni ea este mai degrabă o infirmitate, o eroare sau o slăbiciune decât o dovadă de putere. În răspuns la credința că zeitățile pot realiza imposibilul sau ilogicul, d'Aquino afirmă: "Niciun lucru ce implică o formă de contradicție nu este o caracteristică a omnipotenței lui Dumnezeu".

## Limitări ale omnipotenței
Anumite credințe monoteiste (iudaismul reformat sau anumite mișcări protestante) resping ideea că o zeitate poate fi omnipotentă sau afirmă că dăruind liber arbitru omului, Creatorul a ales să își limiteze puterea. Astfel, se crede că divinitățile intervin în această lume mai degrabă prin persuasiune decât prin coerciție, manifestându-se mai degrabă prin inspirație sau prin crearea de oportunități, decât prin miracole sau sfidări ale legilor naturale.